# Kronborg
Kronborg is een slot bij Helsingør op het Deense eiland Seeland. Het kasteel ligt op een landtong, waar de Sont op zijn smalst is. Het Zweedse Helsingborg ligt op niet meer dan vier kilometer afstand. Het stamt hoofdzakelijk uit de renaissance; het interieur dateert uit de renaissance en de barok. Het kasteel werd in 2000 op de Werelderfgoedlijst van de UNESCO geplaatst.

## Geschiedenis
De Deense koning Erik VII bouwde hier rond 1420 het eerste fort en ging hier de Sonttol heffen op langsvarende schepen. Het fort van strategisch en symbolisch belang heeft sindsdien op diverse momenten een cruciale rol gespeeld in de geschiedenis van Noord-Europa.
Op 25 september 1629 woedde een grote brand en alleen de muren van Kronborg bleven staan. Christiaan IV gaf vrijwel direct de opdracht aan de Vlaam Hans van Steenwinckel de Jonge, om het kasteel te herstellen in de oorspronkelijke vorm.
Vanaf 1658 tot 1660 was Kronborg bezet door Zweden. Het kasteel werd hierbij zwaar beschoten en geplunderd. Onder Frederik III en Christiaan V werden de vestingwerken uitgebreid, waaronder de Kronværk (Kroonwerk) Poort. De buitenste verdedigingswerken werden aanzienlijk uitgebreid onder Frederik IV, maar het kasteel zelf werd ook gerestaureerd en verbouwd.
Het huidige bouwwerk gaat terug tot eind 16e eeuw, met – na de ontwikkeling van kanonnen – een laatste grote uitbreiding eind 17e eeuw. De Vlamingen Anthonis van Obbergen en Hans Hendrik van Paesschen waren de bouwmeesters van het renaissancekasteel, met beeldhouwwerken door Gert van Groningen.
Oorspronkelijk werd het kasteel Krogen genoemd. De naam "Kronborg" kwam in 1577 in zwang.

Holger de Deen in de kelder van het kasteel

## Trivia
De plaats van handeling in Shakespeares Hamlet, geschreven in 1600, is kasteel Elsinore, oftewel Kronborg. Het toneelstuk wordt regelmatig opgevoerd op de binnenplaats, op de wallen en op andere locaties in de vesting. De eerste keer was op de 200e sterfdag van Shakespeare in 1816. Soldaten van het fort speelden mee als acteurs.

## Video
- Kronborg